# Pfeilstorch
Понятието Pfeilstorch (преведено от немски: „Щъркел със стрела“; мн. ч.: Pfeilstörche) е названието за щъркели, ранени от стрела по време на зимуване в Африка, преди да се върнат в Европа със забита в тялото стрела. Към 2003 г. в Германия са документирани около 25 Pfeilstörch.
Първият и най-изеестен Pfeilstorch е бял щъркел, намерен през 1822 г. близо до немското село Клюц, област Мекленбург-Предна Померания. Носил е 75 см копие от Централна Африка в шията му. Екземплярът е препариран и днес може да се бъде видян в зоологическата колекция на университета Рощок. Поради това се нарича Rockstoker Pfeilstorch (Рощокски щъркел със стрела).
Този Pfeilstorch е бил от решаващо значение за разбирането на миграцията на европейските птици. Преди миграцията да бъде разбрана, хората са се опитвали да обяснят внезапното ежегодно изчезване на птици като белия щъркел и лястовицата. Освен миграцията, според някои теории от онова време те се превръщали в други видове птици, мишки или хибернирали под водата през зимата, като подобни теории дори били разпространявани от тогавашните зоолози. Рощокският Pfeilstorch допринесъл за откриването, че птиците мигрират на големи разстояния до местата за зимуване.

## Допълнителна информация
- Hagen, H. Beobachtung eines Pfeilstorches in Ost-Afrika //  Ornithologische Mitteilungen 27.   1975. с. 111–112.

|  | Тази страница частично или изцяло представлява превод на страницата Pfeilstorch в Уикипедия на английски. Оригиналният текст, както и този превод, са защитени от Лиценза „Криейтив Комънс – Признание – Споделяне на споделеното“, а за съдържание, създадено преди юни 2009 година – от Лиценза за свободна документация на ГНУ. Прегледайте историята на редакциите на оригиналната страница, както и на преводната страница, за да видите списъка на съавторите. ВАЖНО: Този шаблон се отнася единствено до авторските права върху съдържанието на статията. Добавянето му не отменя изискването да се посочват конкретни източници на твърденията, които да бъдат благонадеждни. |